# محمد سيد ريان
محمد سيد ريان كاتب في مجال تكنولوجيا المعلومات والإعلام الجديد والثقافة الرقمية ومهتم بقضية التسويق الإلكتروني للثقافة.

## عمله
إعلامي أدبي وفني وثقافي مميز شرف به واجهة الإعلام.
صاحب لقب أفضل قارئ لمكتبة الأسرة من الهيئة المصرية العامة للكتاب 2010 .
له العديد من المبادرات الشبابية الثقافية من أهمها أنه مؤسس أول جمعية للقراء في مصر والعالم العربي وهي جمعية قراء مكتبة الأسرة؛ وكذلك تأسيسه أول تكتل شبابي للمثقفين العرب وهو اتحاد شباب المثقفين العرب بمؤتمر مكتبة الإسكندرية للشباب العربي في مارس 2011 وتم إصدار مجلة ثقافية باسم «التغيير» وجمعت فيها أقلام من كل الدول العربية.
عمل باحثا بعدد من المراكز البحثية في مجال الإعلام الجديد أبرزها مركز أسبار للدراسات والبحوث والإعلام والمركز العربي لأبحاث الفضاء الإلكتروني ومركز (أرابيوم) لدراسات الإعلام الجديد.
عمل كباحث مع الجمعية الدولية للقراءة بالولايــات المتحــــدة الأمريكيــــة ضمن مشروع «كيف يقرأ العالم؟» وتم تكريمه دولياً لانجازاته في مجال القراءة.
- عضو لجنة الشباب بالمجلس الأعلي للثقافة وأستقال مؤخراً اعتراضا منه علي سياسة معاداة الشباب بالوزارة.
- عضو اللجنة التأسيسية للنقابة المهنية للصحفيين الإلكترونيين.
- عضو اتحاد كتاب الأنترنت العرب.
- عضو مجلس إدارة مركز الحرية للإبداع بالاسكندرية.
- محاضر الصحافة الإلكترونية بجامعة الإسكندرية.

## جوائز
- حاصل علي جائزة الشباب العربي المتميز 2011 من مجلس الشباب العربي للتنمية المتكاملة والأمم المتحدة وجامعة الدول العربية بالقاهرة.
- تم تكريمه كاحد أهم الشخصيات البارزة في مجال الإعلام الجديد من الاتحاد العربي للصحافة الإلكترونية 2012 .
- تم تكريمه من الاتحاد العربي للاعلام الإلكتروني 2013 تقديرا وعرفانا بجهوده المبذولة لرفع شأن الإعلام العربي الإلكتروني بما أضافه من إبداع.
- حاصل علي جائزة أفضل كتاب بمعرض القاهرة الدولي للكتاب عام 2018 عن كتابه " تسويق المنتج الثقافي في عصر الثقافة الرقمية" .

## المؤلفات
- كيف تفجرت الثورة في 25 يناير.. الفيس بوك وأدوات التكنولوجيا الثورية– صادر عن دار أكتب للنشر والتوزيع – 2011 ؛ وهو أول كتاب يتناول تقنيات الثورة المصرية.
- الحملات الانتخابية الالكترونية - صادر عن دار أكتب للنشر والتوزيع – 2011.
- الإعلام الجديد - صادر عن مركز الأهرام للترجمة والنشر والتوزيع – 2012 .
- الفيس بوك والثورة المصرية – صادر عن كتاب الجمهورية – عدد يناير 2013 .
- الصورة والثورة - صادر عن دار الكتب والوثائق القومية – 2013.
- القراءة والثقافة الرقمية – الهيئة المصرية العامة للكتاب – 2014 .
- التسويق السياسي علي الوسائط الإلكترونية – دار أطلس للنشر والإنتاج الإعلامي – 2014 .
- احنا متراقبين، دار كنوز للنشر والتوزيع، 2015 .
- المثقفين والسياسة علي فيس بوك، دار روافد للنشر، 2015 .
- فؤاد حداد، مسحراتي الثقافة – سلسلة شخصيات مصرية تصدر عن وزارة الشباب والرياضة بالتعاون مع المجلس الاعلي للثقافة.

## مقالات دورية
- 2011 – 2012 مقال أسبوعي ثقافي دوري – كل سبت - بصحيفة الوفد المصرية (صفحة شباب أون لاين) وتناول من خلاله أهم قضايا المثقفين وعلاقتهم بوسائل الإعلام الجديدة في ظل التغيرات العالمية والإقليمية والمحلية.
- 2012- 2013 مقال شهري ثابت بمجلة الثقافة الجديدة الصادرة عن الهيئة العامة لقصور الثقافة) وتناول الشأن الثقافي المصري وعلاقته بالسياسة في ظل وسائل التواصل الاجتماعي علي المواقع الإلكترونية ومن أهمها الفيس بوك بما لها تأثير كبير علي الثقافة والمثقفين وخصوصاً بعد الثورة المصرية وموجاتها المتتابعة من 25 يناير وحتي 30 يونيو ومابعدها.
- 2014 مقال أسبوعي ثابت بجريدة القاهرة يتناول شئون القراءة والتجارب الدولية لتنشيط الوعي بقضية القراءة والثقافة وخصوصاً لدي فئة الشباب.
- 2015 مقال غير دوري بجريدة المقال يتناول أحدث الكتب والإصدارات.
- نشرت مقالات متنوعة له بعدة صحف ومجلات عربية ثقافية كبري أهمها العربي الكويتية ومجلة الكويت الثقافية بالإضافة إلي الصحف والدوريات الإلكترونية.